# Discografia de Lena Katina

## Álbuns
| Ano  | Álbuns de Estúdio |
| ---- | ----------------- |
| 2014 | This Is Who I Am  |
| 2016 | Esta Soy Yo       |
| 2019 | Моно              |

| Ano  | Álbuns Ao Vivo                 |
| ---- | ------------------------------ |
| 2014 | European Fan Weekend 2013 Live |

| Ano  | EPs                                         |
| ---- | ------------------------------------------- |
| 2011 | "RAWsession - 07.14.11"                     |
| 2012 | "Never Forget (Remixes) [feat. THEE PAUS3]" |
| 2012 | "Never Forget (The Remixes)"                |
| 2015 | "An Invitation (Remixes)"                   |
| 2020 | "Акустика"                                  |

## Músicas

### Singles
| Singles                                | Ano               | Posição           | Álbum             |                   |                   |                   |                   |                   |
| Singles                                | Ano               | US Club           | Álbum             |                   |                   |                   |                   |                   |
| Singles em Inglês                      | Singles em Inglês | Singles em Inglês | Singles em Inglês | Singles em Inglês | Singles em Inglês | Singles em Inglês | Singles em Inglês | Singles em Inglês |
| -------------------------------------- | ----------------- | ----------------- | ----------------- | ----------------- | ----------------- | ----------------- | ----------------- | ----------------- |
| "Never Forget"                         | 2011              | 1                 | This Is Who I Am  |                   |                   |                   |                   |                   |
| "Lift Me Up"                           | 2013              | 31                | This Is Who I Am  |                   |                   |                   |                   |                   |
| "Who I Am"                             | 2014              | —                 | This Is Who I Am  |                   |                   |                   |                   |                   |
| "An Invitation"                        | 2015              | —                 | This Is Who I Am  |                   |                   |                   |                   |                   |
| "Silent Hills" (feat. Jus Grata)       | 2017              | —                 | single sem álbum  |                   |                   |                   |                   |                   |
| "Here I Go Again" (with Daddy Mercury) | 2017              | —                 | single sem álbum  |                   |                   |                   |                   |                   |
| Singles em Espanhol                    |                   |                   |                   |                   |                   |                   |                   |                   |
| "Levantame"                            | 2013              | —                 | Esta Soy Yo       |                   |                   |                   |                   |                   |
| "No Voy a Olvidarte (Maragakis Remix)" | 2016              | —                 | Esta Soy Yo       |                   |                   |                   |                   |                   |
| Singles em Russo                       |                   |                   |                   |                   |                   |                   |                   |                   |
| "Я - это я" (YA - eto ya)              | 2014              | —                 | single sem álbum  |                   |                   |                   |                   |                   |
| "После нас" (Posle nas)                | 2018              | —                 | Моно              |                   |                   |                   |                   |                   |
| "Косы" (Kosy)                          | 2018              | —                 | Моно              |                   |                   |                   |                   |                   |
| "Макдоналдс" (Makdonalds)              | 2018              | —                 | Моно              |                   |                   |                   |                   |                   |
| "Куришь" (Kurish')                     | 2018              | —                 | Моно              |                   |                   |                   |                   |                   |
| "Стартрек" (Startrek)                  | 2019              | —                 | Моно              |                   |                   |                   |                   |                   |
| "Моно" (Mono)                          | 2019              | —                 | Моно              |                   |                   |                   |                   |                   |
| "Никогда" (Nikogda)                    | 2019              | —                 | ASA               |                   |                   |                   |                   |                   |
| "Вирус" (Virus)                        | 2020              | —                 | ASA               |                   |                   |                   |                   |                   |
| "Убей меня нежно" (Ubey menya nezhno)  | 2020              | —                 | ASA               |                   |                   |                   |                   |                   |
| "Cry Baby"                             | 2020              | —                 | ASA               |                   |                   |                   |                   |                   |

### Promocionais
| Promo Singles                        | Ano               | Álbum                            |                   |                   |                   |                   |                   |                   |
| Singles em Inglês                    | Singles em Inglês | Singles em Inglês                | Singles em Inglês | Singles em Inglês | Singles em Inglês | Singles em Inglês | Singles em Inglês | Singles em Inglês |
| ------------------------------------ | ----------------- | -------------------------------- | ----------------- | ----------------- | ----------------- | ----------------- | ----------------- | ----------------- |
| "Lost In This Dance (Pridefest Mix)" | 2010              | "This Is Who I Am"               |                   |                   |                   |                   |                   |                   |
| "Keep On Breathing"                  | 2011              | single de caridade               |                   |                   |                   |                   |                   |                   |
| "Stay"                               | 2011              | "European Fan Weekend 2013 Live" |                   |                   |                   |                   |                   |                   |
| "World (Demo)"                       | 2013              | single sem álbum                 |                   |                   |                   |                   |                   |                   |
| "Just A Day"                         | 2013              | "This Is Who I Am"               |                   |                   |                   |                   |                   |                   |
| "Fed Up"                             | 2014              | "This Is Who I Am"               |                   |                   |                   |                   |                   |                   |
| Singles em Espanhol                  |                   |                                  |                   |                   |                   |                   |                   |                   |
| "No Voy Olvidarte (MZ Remix)"        | 2013              | "Esta Soy Yo"                    |                   |                   |                   |                   |                   |                   |

### Participação em músicas de outros artistas
| Música                                                                          | Ano  | Artista                                      | Álbum                                      | Nota         |
| ------------------------------------------------------------------------------- | ---- | -------------------------------------------- | ------------------------------------------ | ------------ |
| "October & April" (demo)                                                        | 2006 | The Rasmus                                   | —                                          | Versão demo  |
| "Guardian Angel"                                                                | 2010 | Abandon All Ships                            | Geeving                                    |              |
| "Tic-Toc"                                                                       | 2011 | Belanova                                     | Sueño Electro II                           |              |
| "Melody"                                                                        | 2012 | Clark Owen                                   | Melody - The Remix Edition - EP            |              |
| "Shot"/ "Ya Budu Ryadom" (Я буду рядом)                                         | 2013 | T-Killah                                     | BOOM                                       |              |
| "Paradise"                                                                      | 2013 | Sergio Galoyan                               | Paradise - EP                              |              |
| "It's Christmas Time"                                                           | 2013 | Orbit Monkey                                 | It's Christmas Time - EP                   |              |
| "Chto ne khvatayet" (Что не хватает (feat. Лена Катина))                        | 2013 | 7B                                           | Fanat (Фанат)                              |              |
| "Утомленное солнце" (Utomlennoye solntse)                                       | 2013 | PODNEBESES & Quest Pistols                   | —                                          |              |
| "Century"                                                                       | 2014 | Re:boot                                      | —                                          |              |
| "Love In Every Moment/"Любовь в каждом мгновений" (Lyubov' v kazhdom mgnoveniy) | 2014 | Yulia Volkova & Ligalize feat. Mike Tompkins | There’s Love In Each Moment (Remixes) - EP |              |
| "LUCIFER"                                                                       | 2014 | Anna Tsuchiya                                | LUCIFER - EP                               | Co-escritora |
| "Новая любовь" (Novaya Lubov)                                                   | 2015 | PODNEBESES                                   | —                                          |              |
| "Golden Leaves"                                                                 | 2015 | Noemi Smorra                                 | Trasparente - EP / This Is Who I Am        |              |
| "Devochky-lunatyky (Live)" (Девочки-лунатики (Live))                            | 2015 | Vintazh                                      | Live 1.0                                   |              |

## Videografia

### Videoclipes solo
| Título                                    | Ano  | Diretor                             |
| ----------------------------------------- | ---- | ----------------------------------- |
| "Never Forget"                            | 2011 | James Cox                           |
| "Lift Me Up"                              | 2013 | David Lehre                         |
| "Who I Am"                                | 2014 | Jason Wisch                         |
| "An Invitation"                           | 2015 | Livia Alcalde & Francesco Sperandeo |
| "An Invitation (Loaded Fist Remix Video)" | 2015 | Livia Alcalde & Francesco Sperandeo |
| "После нас"                               | 2018 | —                                   |
| "No Voy A Olvidarte - Live"               | 2018 | —                                   |
| "Макдоналдс"                              | 2018 | Olga Rudenko                        |
| "Косы"                                    | 2018 | Olga Rudenko                        |
| "Cry baby"                                | 2020 | Alexey Glott + Rudenko Olga         |

### Participação em videoclipes
| Título | Ano  | Diretor                             |
| --- | ---- | ----------------------------------- |
| "Tic-Toc" (feat. Belanova)                                                                                | 2011 | Daniel Robles                       |
| "Melody" (feat. Clark Owen)                                                                               | 2012 | Jason Wisch                         |
| "Shot/ Ya Budu Ryadom" (feat. T-Killah)                                                                   | 2013 | Chopchop                            |
| "Love in Every Moment/ "Любовь в каждом мгновений" (Yulia Volkova, Lena Katina, Legalize & Mike Tompkins) | 2014 | Elena Kiper                         |
| "Golden Leaves"(Noemi Smorra feat. Lena Katina)                                                           | 2015 | Livia Alcalde & Francesco Sperandeo |

### Lançamentos em vídeo
| Título                            | Ano  | Nota                                                               |
| --------------------------------- | ---- | ------------------------------------------------------------------ |
| "This Is Who I am - Live In Rome" | 2015 | Download grátis, inclui fotos, mp3 e performance completa em vídeo |
| "Lena Katina Live in Rome 2014"   | 2017 | Lançamento oficial, disponível por tempo limitado na Amazon.co.uk  |